# Rocío Dúrcal
Rocío Dúrcal, celým jménem María de los Angeles de las Heras Ortiz, (4. října 1944 Madrid, Španělsko – 25. března 2006 tamtéž) byla španělská herečka a zpěvačka, známá též velmi dobře v Latinské Americe, především v Mexiku. Během své kariéry natočila na patnáct celovečerních filmů a prodala 40 miliónů hudebních nosičů.
Rocío Dúrcal zemřela 25. března 2006 ve svém domě v Madridu. Pohřbena je na hřbitově Tres Cantos v Madridu.